# 마케도니아 국호 분쟁

마케도니아 국호 분쟁은 1991년 유고슬라비아 사회주의 공화국에서 마케도니아 공화국이 독립하면서 그리스 북부에 있는 지명과 같은 국명을 사용하자, 그리스가 이의를 제기하고 나라 이름을 변경하라고 요구하여 발생한 분쟁이다. 이 분쟁은 1990년대 이후 유럽의 다른 분쟁들과 달리 전쟁까지 가지 않았고, 해결 과정 또한 평화롭게 끝났다. 1995년 9월 14일 양국은 국경선 승인 합의 문서에 조인하였다. 2018년 6월 북마케도니아가 국호를 마케도니아 공화국에서 북마케도니아 공화국으로 변경한다는 내용의 프레스파 협정을 체결하면서 분쟁이 종식되었다.

## 그리스의 주장
그리스는 "마케도니아"라는 나라 이름에서 마케도니아 공화국이 자국의 영토에 대한 야욕을 드러내는 것이라고 주장하며 지역 안정을 위해 현재의 국경선 보전과 마케도니아 국명 변경을 주변국과 유럽 연합에 요구했다. 그리스는 마케도니아 공화국이 알렉산드로스 3세와 그의 아버지 필리포스 2세의 고대 마케도니아 왕국으로 거슬러 올라가는 역사적인 근원을 내세우면서 그리스 북부 지역에 대한 영유권을 주장할 것을 심히 우려하였다.
그리스는 마케도니아 공화국에 대해 국명 변경 등을 요구하면서 유럽 연합 정상 회담에서도 마케도니아가 국명을 변경하지 않으면 승인할 수 없다는 자세를 보였다. 그렇지만 이미 터키, 키프로스, 알바니아와 영토 및 민족적인 분쟁을 겪고 있는 상황에서 마케도니아와의 분쟁까지 표면화되는 것을 피하고자, 그리스는 유럽 연합과 주변국들에게 현재의 국경선을 보장해 달라고 요청하였다.

## 마케도니아의 주장과 대응
그러나 그리스의 주장에 대해 마케도니아 정부는 "마케도니아"라는 국명은 과거 수세기 동안 사용되어온 국호이고, 구 유고 연방에서도 '마케도니아 공화국'이라는 고유의 국명을 사용하여 왔다는 이유로 그리스의 주장을 일축하고, 그리스의 요구 또한 거절하였다. 1993년 4월 마케도니아는 국호 분쟁을 의식하여 구유고슬라비아 마케도니아 공화국(The former Yugoslav Republic of Macedonia, FYROM)이라는 이름으로 유엔에 가입하였다.

## 그리스의 보복 조치
이렇게 마케도니아 공화국이 자신들의 요구를 거부하고, 보란듯이 유엔에도 가입하자 그리스는 1994년 1월에 마케도니아 측에 마케도니아 공화국의 국기 문양 및 헌법 조항을 삭제할 것을 요구했고, 이 요구에 불응하면, 국경을 봉쇄하겠다고 경고했다. 그러나 마케도니아 공화국이 그 요구에 응하지 않자, 그리스는 경고를 실행에 옮겨 2월에 테살로니키 항구를 폐쇄하였다. 이로 인해 마케도니아의 경제는 극심한 타격을 입게 되었다. 내륙국인 마케도니아는 그 동안 주로 그리스의 테살로니키를 통해 원유와 식량 등을 수입하고 농산물, 철강 등을 수출해 왔기 때문이다. 수출과 수입이 모두 막히자 마케도니아의 경제는 파탄으로 치닫기 시작했다. 심지어 창고와 냉동 시설이 절대적으로 부족하여 주요 수출품인 양고기와 포도주를 대량으로 폐기 처분하는 사태도 벌어졌다.

## EU의 개입
양국의 분쟁이 본격적으로 심화되자 유럽 연합은 그리스의 무역봉쇄 조치를 1994년 5월에 유럽 사법 재판소에 제소하였다. 유럽 연합은 그리스의 무역봉쇄 조치는 불법이며 지역 안정을 해치는 중요한 사안으로 인식하였다. 이 시기는 보스니아 내전이 격화되고 있었고, 코소보 지역도 불안한 상황에서 유럽 연합으로서는 더 이상의 분쟁이 생기는 것을 원치 않았다. 다행히 그리스는 유럽 연합 가맹국으로서 비교적 쉽게 조정을 진행할 수 있었다.

## 양국 간의 합의
러시아가 1994년에 마케도니아와 국교를 수립한 상황에서 미국이 1995년 9월 13일에 마케도니아 공화국과 전면적 외교 관계를 수립하였다. 미국은 마케도니아 공화국과 외교관계를 수립하면서 그리스와 마케도니아 간에 분쟁을 막후에서 해결을 모색하였다. 그리스도 마케도니아보다 더 중요한 유럽 연합과 관계가 악화되고, 여론 또한 마케도니아에 동정적으로 흐르자, 이 분쟁이 자신들에게 유리할 것이 없다고 판단했다.
그리스는 분쟁 예방 차원에서 마케도니아에게 경제 제재 조치를 취하여 협상을 유리하게 진행시켜 나갔고, 두 나라는 1995년 9월 14일 그리스는 마케도니아와 외교 관계 정상화와 경제 제재 해제를 규정한 합의서에 서명하게 되었다.

## 프레스파 협정
2018년 6월 17일에 그리스의 알렉시스 치프라스 총리와 북마케도니아의 조란 자에프 총리가 프레스파 협정이라고 부르는 역사적인 협정에 정식 서명했다. 이 협정은 북마케도니아는 국호를 마케도니아 공화국에서 북마케도니아 공화국으로 변경하는 대신에 그리스는 북마케도니아의 북대서양 조약 기구(NATO) 가입에 동의한다는 내용을 담고 있다.

## 의의
이 사건의 의의는 발칸반도에서 벌어졌던 여러 분쟁 중에서 무력 충돌없이 대화로 문제를 해결하였다는 점이다. 코소보 및 크로아티아, 세르비아, 보스니아 헤르체고비나 등의 분쟁 과정에서 인종 말살과 같은 극단적인 무력 충돌이 계속되었던 것에 비하면 대화로 해결되었다는 점에서 고무적인 사건이었다.

## 주요 일지
- 1991년 9월 11일 - 마케도니아, 유고 연방으로부터 독립. 그리스, 마케도니아 국명 사용 및 독립 반대.
- 1992년 6월 - 그리스, 유럽연합 정상회담시 국명 변경 조건으로 마케도니아 승인 주장.
- 1992년 8월 - 마케도니아, 국명 변경 불가 재천명.
- 1992년 11월 - 그리스, 인접 나라 및 유럽 연합에 기존 국경선 보장 요구.
- 1993년 4월 11일 - 마케도니아, 구유고슬라비아 마케도니아 공화국으로 유엔에 가입.
- 1994년 1월 - 그리스, 마케도니아에 대해 국기 문양 및 헌법 조항 삭제하라고 요구. 요구 불응 시에 국경선 폐쇄를 경고.
- 1994년 2월 - 그리스, 마케도니아에 대해 살로니카 항구 봉쇄를 감행.
- 1994년 5월 3일 - 유럽 연합 집행위원회, 그리스의 마케도니아 경제 봉쇄 승인 거부 결정.
- 1995년 6월 1일 - 그리스 의회, 영해 확대 허용 국제 해양 협약 비준.
- 1995년 9월 13일 - 미국, 마케도니아와 전면적 외교 수립. (미국은 이미 마케도니아 정부를 승인하였으나, 그리스 입장을 고려해 대사 임명 지연)
- 1995년 9월 14일 - 그리스, 마케도니아 외교 관계 정상화와 경제 제재 해제 합의서에 서명.
- 1995년 11월 15일 - 마케도니아, 북대서양 조약 기구(NATO)와 평화를 위한 동반자 관계(PfP) 프로그램 가맹 조인.
- 2018년 6월 17일 - 그리스 알렉시스 치프라스 총리와 북마케도니아의 조란 자에프 총리가 프레스파 협정에 서명.
- 2019년 2월 12일 - 마케도니아의 공식 국명이 북마케도니아로 변경.

## 같이 보기
- 마케도니아 (지역)

## 참고 문헌
- Igor Janev, Legal Aspects of the Use of a Provisional Name for Macedonia in the United Nations System, AJIL, Vol. 93. no 1. 1999.
- KIDA 세계 분쟁 자료[깨진 링크(과거 내용 찾기)]